# Pedrosa de Valdeporres
Pedrosa de Valdeporres es una localidad situada en la provincia de Burgos, comunidad autónoma de Castilla y León (España), comarca de Las Merindades, partido judicial de Villarcayo, capital del municipio de Merindad de Valdeporres.

## Geografía
Es un pueblo castellano situado en el norte de Castilla y León, a 95 km de Burgos. En 2024 cuenta con 139 habitantes fijos, viéndose triplicada dicha cifra en épocas vacacionales. La capital de Merindad de Valdeporres se sitúa en esta población, al igual que la consulta médica de la merindad.
Lugares de interés: iglesia plateresca de San Esteban, con torre con escudo y un puente principal de dos arcos rebajado.
Heráldica: pinta en escudo sencillo las armas de Castilla, pero con dos estrellas de seis puntas en los ángulos superiores del jefe.

## Demografía
Evolución de la población
| Gráfica de evolución demográfica de Pedrosa de Valdeporres entre 2001 y 2021 |
|                                                                              |
| Población de derecho (2001-2021) según el padrón municipal del INE           |

## Historia
Lugar de la Merindad de Valdeporres, perteneciente al Corregimiento de las Merindades de Castilla la Vieja, jurisdicción de realengo, con regidor pedáneo.